# Чак Грасслі
Чарлз Ернест «Чак» Грасслі (англ. Charles Ernest «Chuck» Grassley) — американський політик, сенатор США від штату Айова з 1981 року, є головою Комітету з фінансів із 2019 року, а також очолював цей комітет із 2003 по 2007. Входив до Палати представників з 1975 по 1981 роки.
Із 2019 року Чак Грасслі обіймає пост тимчасового президента Сенату США як найстарший сенатор від партії більшості, що робить його третім у лінії наступності президентських повноважень у США після віцепрезидента та спікера Палати представників.